# Les Colocs
Les Colocs fue una banda canadiense creada en Montreal en 1990 etiquetada en diferentes géneros musicales (rock, blues, funk, reggae, etc.) Compuesta principalmente por André Fortin (líder y cantante), Serge Robert (bajista), Patrick Esposito Di Napoli (armonicista), Jimmy Bourgoing (percusionista), Mike Sawatzky y André Vanderbiest. Les Colocs es considerado el grupo emblemático de la canción quebequesa de los años noventa.
El grupo fue marcado por dos muertes, la del armonicista Patrick Esposito Di Napoli en 1994 (sida) y la de André Fortin el 8 de mayo de 2000 (suicidio). El suicidio de Fortin puso fin al periodo activo de la banda.

## Discografía
- 1993: Les Colocs
- 1995: Atrocetomique
- 1998: Dehors novembre
- 2000: Les Années 1992–1995
- 2001: Suite 2116
- 2003: Les Colocs Live 1993–1998
- 2009: Il me parle de bonheur